# Toxoplasma gondii
Toxoplasma gondii este o specie de protozoare care face parte din încrengătura Sporozoare, clasa Telosporide, ordinul Coccidiomorfe, subordinul Coccidii. Găsit peste tot pe glob, acesta poate infecta animalele homeoterme, cărora le provoacă boli grave, numite coccidioze. Gazdele principale, finale, ale parazitului sunt felidele, mai ales pisica domestică, deoarece doar aici poate avea loc reproducerea sexuală a protozoarului. Dacă parazitul ajunge să fie ingerat de un rozător precum șoarecele, care în mod normal ar evita prădători ca pisica, eucariota îi cauzează tulburări nervoase de comportament, prin care șoarecele nu va mai ocoli pisica. Astfel, parazitul ajunge la destinație în gazda finală. 